# パケット遅延変動
パケット遅延変動（パケットちえんへんどう、Packet delay variation、PDV ）は、コンピュータネットワークでフロー内の選択されたパケット間のエンドツーエンド原理の一方向遅延の差である。
失われたパケットは無視されこの影響はパケットジッタと呼ばれることもあるが、定義は不確である。
パケット（英語: packet）とは、「小包」を意味する英語だが、日本では専ら情報通信における伝送単位を指す。良好な受信品質を得るには、連続メディア（ビデオ、オーディオ、画像）ストリームでは、ジッターを十分に小さい上限未満に保つ必要がある。遅延ジッターとは、ネットワーク接続上を移動するパケットが宛先に到達するまでの遅延の変動である。つまり遅延ジッターはすなわち、2地点間のパケット転送に伴う遅延の変動のことで、通常、1つのセッション（OSI参照モデルにおける七階層の内の第五層である）でパケットが経験する遅延の最大変動として測定される。

## 用語
PDVという用語は、ITU-T勧告Y.1540、インターネットプロトコルデータ通信サービス-IPパケット転送および可用性パフォーマンスパラメータ、セクション6.2で定義されている。
コンピュータネットワークでは、電子機器ではないが、ジッターという用語を使用すると混乱が生じる可能性がある。RFC 3393 （セクション1.1）から：
パケット遅延の変動は「ジッター」と呼ばれることもある。ただし、この用語は、様々なグループの人々によって様々な方法で使用されるため、混乱を招く。 このドキュメントでは、可能な限り「ジッター」という用語を避け、より正確な遅延変動に固執する。

## パケット遅延変動の測定
測定のためのパケット選択の手段はRFC3393で指定されていませんが、たとえば、選択された期間で遅延の変動が最も大きかったパケットである可能性がある。
遅延は、送信元で送信されるパケットの開始から宛先で受信されるパケットの開始までに指定される。パケットごとに変化しない遅延の要素は無視できる。したがって、パケットサイズが同じで、パケットが宛先で処理されるのに常に同じ時間がかかる場合は、代わりに宛先へのパケット到着時間を使用できる。
瞬間的なパケット遅延変動は、連続するパケット間の差であり（ RFC 3393は選択基準を指定する）、これは通常、大まかに「ジッター」と呼ばれるものであるが、ジッターはパケット遅延の変動に使用されることもある。例として、パケットが20ミリ秒ごとに送信されるとする。 2番目のパケットが1番目のパケットの30ミリ秒後に受信された場合、IPDV = -10ミリ秒。これは分散と呼ばれる。 2番目のパケットが1番目のパケットの10ミリ秒後に受信された場合、IPDV = + 10ミリ秒。これは、クランピングと呼ばれる。

## PDVまたはその影響を制限する
Voice over IP （VoIP）などのインタラクティブなリアルタイムアプリケーションの場合、PDVは深刻な問題になる可能性があるため、VoIP送信では、高品質のチャネルを提供するためにサービス品質対応のネットワークが必要になる場合がある。
マルチメディアストリームでのPDVの影響は、レシーバーの適切なサイズのバッファーによって軽減できる。帯域幅がストリームをサポートでき、バッファサイズが十分である限り、バッファリングはメディア再生の開始前に検出可能な遅延を引き起こすだけである。